# Справжнє кохання (серіал, 2012)
«Справжнє кохання» (ісп. Amores verdaderos) — мексиканський телесеріал 2012 року у жанрі драми, мелодрами, який створила компанія Televisa. В головних ролях — Еріка Буенфіль, Едуардо Яньєс, Ейса Гонсалес, Себастьян Рульї, Енріке Роча, Гільєрмо Капетільйо, Марджорі де Соуса. Перша серія вийшла в ефір 3 вересня 2012 року. Серіал має 1 сезон. Завершився 181-м епізодом, який вийшов у ефір 12 травня 2013 року. Продюсер серіалу — Нікандро Діас Гонсалес. Серіал є адаптацією аргентинського серіалу «Охоронець», 2005 року.

## Сюжет
Вікторія Бальванера — креативний директор найбільшої рекламної агенції в країні. Будучи жінкою настільки успішною, стає об'єктом нападу. Під час спроби викрадення її рятує Хосе Анхель Арріага. Ця зустріч не залишила їх байдужими. Вікторія одружена з Нельсоном Бріссом менеджером з маркетингу рекламного агентства. Він зустрічає гарну модель Кендру Ферреті і починається роман. Ніккі, дочка Вікторії та Нельсона, почувається покинутою батьками, які постійно працюють. Вікторія піклуючись про безпеку доньки наймає Франсіско Гусмана як охоронця. Вікторія і Хосе Анхель весь час борються із собою, щоб не показати своє кохання, оскільки обоє перебувають у шлюбі.

## Актори та ролі
| Актор                | Роль                           |
| -------------------- | ------------------------------ |
| Еріка Буенфіль       | Вікторія Бальванера            |
| Едуардо Яньєс        | Хосе Анхель Арріага            |
| Ейса Гонсалес        | Ніколь «Ніккі» Брізз Балванера |
| Себастьян Рульї      | Франсіско Гусман Трехо         |
| Енріке Роча          | Анібал Бальванера              |
| Гільєрмо Капетільйо  | Нельсон Брізз Нава             |
| Марджорі де Соуса    | Кендра Ферреті                 |
| Шерлін               | Ліліана Арріага Корона         |
| Франсіско Гатторно   | Сантіно Рока Ортіс             |
| Моніка Санчес        | Крістіна Корона де Арріага     |
| Ана Мартін           | Канделарія Корона Торрес       |
| Наталія Есперон      | Адріана Бальванера             |
| Сусанна Гонсалес     | Беатріс Гусман Трехо           |
| Лісардо              | Карлос Гонсалес                |
| Хуліо Камехо         | Леонардо Соліс                 |
| Ракель Морелль       | Томасіна Лагос                 |
| Сільвія Манрікес     | Паула Трехо                    |
| Габріела Голдсміт    | Доріс Орол                     |
| Елеасар Гомес        | Роландо «Рой» Павія Орол       |
| Мішель Родрігес      | Полікарпія "Політа" Лопес      |
| Марсело Кордоба      | Вісенте Селоріо                |
| Лілія Арагон         | Одетта Руїс                    |
| Петсі                | Джоселін Алькасар              |
| Арчі Ланфранко       | Стефано Лонгорія Руїс          |
| Серхіо Акоста        | Лотаріо Замакона               |
| Арсеніо Кампос       | Феліпе Гусман                  |
| Діана Голден         | Гільда Лейва                   |
| Тео Тапіа            | Антоніо Дель Конде             |
| Гуґо Масіас Макотела | Фортуно                        |
| Марія Прадо          | Ховіта                         |
| Рената Флорес        | Імперія Рока                   |
| Ірина Ареу           | Ельза                          |
| Педро Вебер          | Мескалітос                     |
| Барбара Іслас        | Набіла Коваррубіас             |
| Пауліна де Лабра     | Опаліна                        |
| Маркос Монтеро       | Паскуаль                       |
| Сабіна Мусьє         | Бруна Крісто                   |
| Габріель Моліна      | Естебан Рохас                  |
| Поло Ортін           | падре Набор                    |
| Патрісія Конде       | професор Астуділло             |
| Келчі Арізменді      | ведуча                         |
| Ельза Карденас       |                                |
| Карлос Хірон         | Роммель                        |
| Марісоль Гонсалес    | Іренка                         |
| Дієго де Ерісе       | Владімір                       |
| Moderatto            | себе                           |
| Хуан Хосе Орігель    | ведучий конкурсу               |
| Ана Барбара          | себе                           |
| Malú                 | себе                           |
| Хуан Вердуско        | Монтаньо                       |

## Сезони
| Сезон | Епізоди | Епізоди | Оригінальний показ | Оригінальний показ | Оригінальний показ |
| Сезон | Епізоди | Епізоди | Перший показ       | Останній показ     | Мережа             |
| ----- | ------- | ------- | ------------------ | ------------------ | ------------------ |
| 1     | 181     | 181     | 3 вересня 2012     | 12 травня 2013     | Las Estrellas      |

## Аудиторія
| Країна трансляції | Сезон | Розклад       | Серії | Перший ефір      | Перший ефір | Останній ефір   | Останній ефір | Середній бал |
| Країна трансляції | Сезон | Розклад       | Серії | Дата             | Дата        | Дата            | Дата          | Середній бал |
| ----------------- | ----- | ------------- | ----- | ---------------- | ----------- | --------------- | ------------- | ------------ |
| Мексика           | 1     | 21:15 — 22:15 | 181   | 3 вересня 2012   | 26,7        | 12 травня 2013  | 27,9          | 27,12        |
| Бразилія          | 1     | 18:30 — 19:30 | 167   | 8 лютого 2021    | 7           | 29 вересня 2021 | 8             | 7,32         |
| США               | 1     | 21:00 — 22:00 | 171   | 7 листопада 2012 | 4,3 млн.    | 28 липня 2013   | 5,3 млн.      | 4,1 млн.     |

## Версії
| Рік  | Країна    | Українська назва | Оригінальна назва | Кількість | Кількість | В головних ролях                       | Компанія          | Канал          |
| Рік  | Країна    | Українська назва | Оригінальна назва | сезонів   | серій     | В головних ролях                       | Компанія          | Канал          |
| ---- | --------- | ---------------- | ----------------- | --------- | --------- | -------------------------------------- | ----------------- | -------------- |
| 2005 | Аргентина | Охоронець        | Amor en custodia  | 1         | 210       | Освальдо Лапорт, Соледад Сільвейра,    | Telefe Contenidos | Telefe         |
| 2005 | Мексика   | Охоронець        | Amor en custodia  | 1         | 280       | Маргаріта Гралія, Серхіо Басаньєс      | TV Azteca Novelas | Azteca Trece   |
| 2009 | Колумбія  | Охоронець        | Amor en custodia  | 1         | 251       | Алехандра Борреро, Ернесто Кальсаділья | Teleset           | RCN Televisión |

## Нагороди та номінації
| Рік  | Премія                  | Категорія                        | Номінант                        | Результат |
| ---- | ----------------------- | -------------------------------- | ------------------------------- | --------- |
| 2013 | People en Español 2013  | Найкращий серіал                 | Справжнє кохання                | Номінація |
| 2013 | People en Español 2013  | Найкраща акторка                 | Еріка Буенфіль                  | Номінація |
| 2013 | People en Español 2013  | Найкраща акторка                 | Ейса Гонсалес                   | Номінація |
| 2013 | People en Español 2013  | Найкращий актор                  | Едуардо Яньєс                   | Номінація |
| 2013 | People en Español 2013  | Найкращий актор                  | Себастьян Рульї                 | Номінація |
| 2013 | People en Español 2013  | Найкраща акторка-злодійка        | Марджорі де Соуса               | Номінація |
| 2013 | People en Español 2013  | Найкраща акторка другого плану   | Шерлін                          | Номінація |
| 2013 | People en Español 2013  | Найкраща пара                    | Еріка Буенфіль, Едуардо Яньєс   | Номінація |
| 2013 | People en Español 2013  | Найкраща пара                    | Ейса Гонсалес, Себастьян Рульї  | Номінація |
| 2013 | Premios Oye! 2013       | Найкраща тема мильної опери      | Алехандро Санс                  | Перемога  |
| 2014 | Premios TVyNovelas 2014 | Найкращий серіал                 | Нікандро Діас Гонсалес          | Перемога  |
| 2014 | Premios TVyNovelas 2014 | Найкраща акторка                 | Еріка Буенфіль                  | Перемога  |
| 2014 | Premios TVyNovelas 2014 | Найкращий актор                  | Себастьян Рульї                 | Номінація |
| 2014 | Premios TVyNovelas 2014 | Найкраща акторка-злодійка        | Марджорі де Соуса               | Перемога  |
| 2014 | Premios TVyNovelas 2014 | Найкраща заслужана акторка       | Ана Мартін                      | Перемога  |
| 2014 | Premios TVyNovelas 2014 | Найкраща акторка-партнерка       | Наталія Есперон                 | Номінація |
| 2014 | Premios TVyNovelas 2014 | Найкраща акторка другого плану   | Сусанна Гонсалес                | Перемога  |
| 2014 | Premios TVyNovelas 2014 | Найкраща молода акторка          | Шерлін                          | Перемога  |
| 2014 | Premios TVyNovelas 2014 | Найкраща тематична пісня         | «No me compares» Алехандро Санс | Перемога  |
| 2014 | Premios TVyNovelas 2014 | Найкраща історія або екранізація | Кері Фахер, Хімена Суарес       | Перемога  |
| 2014 | Premios TVyNovelas 2014 | Кращий режисер                   | Сальвадор Гарсіні               | Номінація |
| 2014 | Premios TVyNovelas 2014 | Мультиплатформна мильна опера    | Нікандро Діас Гонсалес          | Перемога  |
| 2014 | Premios Bravo 2014      | Найкращий серіал                 | Нікандро Діас Гонсалес          | Перемога  |
| 2014 | Premios Bravo 2014      | Найкраща акторка                 | Еріка Буенфіль                  | Перемога  |
| 2014 | Premios Bravo 2014      | Найкраще жіноче відкриття        | Мішель Родрігес                 | Перемога  |
| 2014 | Premios Bravo 2014      | Найкращий дитячий актор          | Адріан Ескалона                 | Перемога  |
| 2014 | Premios Bravo 2014      | Найкраща акторка-злодійка        | Марджорі де Соуса               | Перемога  |
| 2014 | Premios ASCAP 2014      | Телебачення                      | «No me compares» Алехандро Санс | Перемога  |